# Tadeusz Brzegowy
Tadeusz Brzegowy (ur. 20 lutego 1941) – polski duchowny katolicki, biblista, profesor teologii.

## Życiorys
Pochodzi z parafii Królówka. Po maturze wstąpił do Wyższego Seminarium Duchownego w Tarnowie, gdzie ukończył studia filozoficzno-teologiczne w Instytucie Teologicznym w Tarnowie (1959–1965). Święcenia kapłańskie przyjął 27 czerwca 1965 r. z rąk bpa Jerzego Ablewicza. Po święceniach studiował w Katolickim Uniwersytecie Lubelskim (1967-70), Papieskim Instytucie Biblijnym (1970-74), Ecole Biblique et Archéologique Française de Jérusalem (1973-74), Papieskim Uniwersytecie Gregoriańskim w Rzymie (1972-75). W 1975 na Uniwersytecie Gregoriańskim obronił pracę doktorską. Habilitował się w 1989 w Katolickim Uniwersytecie Lubelskim. W 1998 w Papieskiej Akademii Teologicznej w Krakowie uzyskał stopień profesora nauk teologicznych. Spędził też semestr w Catholic University of America (2001).
Specjalizuje się w teologii Starego Testamentu, szczególnie w literaturze prorockiej oraz poezji biblijnej.
W latach 1976–1978 był prefektem w Wyższym Seminarium Duchownym w Tarnowie. Od 1976 do 1992 wykładał biblistykę w Tarnowskim Instytucie Teologicznym, a od 1992 egzegezę Starego Testamentu w Papieskiej Akademii Teologicznej w Krakowie. W 2004 r. otrzymał godność Kapelana Jego Świątobliwości. W 2015 r. przeszedł na emeryturę.
Był współredaktorem serii wydawniczej Wprowadzenie w myśl i wezwanie ksiąg biblijnych, a także jednym z tłumaczy Biblii Paulistów. Znalazł się też w komitecie redakcyjnym Nowego Komentarza Biblijnego. W jego ramach przygotował tom ST XXII obejmujący Księgę Izajasza. Opublikował sześcioczęściowy podręcznik dotyczący Starego Testamentu, wznawiany przez tarnowskie wydawnictwo Biblos. Był też członkiem Stowarzyszenia Biblistów Polskich oraz Komitetu Nauk Teologicznych PAN.

## Wybrane publikacje
- "Miasto Boże" w Psalmach (1989)
- Prorocy Izraela, I-II (1999-2003)
- Pięcioksiąg Mojżesza (2002)
- Pisma mądrościowe Starego Testamentu (2007)[2]